# Haibao
Haibao est la mascotte de l'Expo 2010, qui se déroule dans la ville de Shanghai, Chine, du 1er mai au 31 octobre 2010.

## Nom

Le caractère chinois 人

En chinois hai (海) veut dire « mer » et bao (宝, 寶) « trésor ». Officiellement, Haibao signifie « Trésor des quatre coins du monde ». Son effigie est de la forme du caractère chinois 人, signifiant « humain ».
Haibao a été créé par le designer taïwanais Wu Yong Jian et adopté comme mascotte officielle de l'Exposition Universelle le 18 décembre 2007. Il a été sélectionné parmi 26 655 idées.

## Parties du corps
Une symbolique particulière se rattache à chaque partie du corps de la mascotte, :
- les cheveux représentent une vague déferlante, allusion qui rappelle la région natale de la mascotte ;
- le visage incarne convivialité et confiance en soi par son expression cartoonesque ;
- les yeux grands et ronds signifient l'espoir envers le futur ;
- le corps aux formes arrondies témoigne de la beauté et de l'harmonie de la vie ;
- le poing signifie l'accueil des invités, de son pouce vers le haut ;
- les (grands) pieds incarnent la solidité et la stabilité, ils manifestent la volonté et la capacité de la Chine d'organiser une exposition réussie.

De plus, le bleu symbolise l'inclusivité (la tolérance envers l'altérité) et l'imagination.

## Similarités
Haibao ressemble à Gumby, un personnage en pâte à modeler vert qui animait une émission télévisée américaine des années 1950 à 1960,.